# Dokkōdō
Il Dokkōdō (獨行道? "La via della solitudine" o "La via da seguire soli"), è un breve saggio scritto da Miyamoto Musashi (宮本武蔵?) il 12 maggio del 1645, una settimana prima della sua morte, che raccoglie 19 o 21 precetti (i precetti 4 e 20 mancano nella prima versione) destinati al suo discepolo preferito, Terao Magonojo (a cui è stato dedicato anche il precedente Libro dei cinque anelli (五輪の書?, Go Rin no Sho).
Fu composto mentre Musashi si accingeva a liberarsi dei suoi beni in preparazione alla morte ed esprime una rigorosa, onesta e ascetica visione della vita.

## Precetti
1. Accettate tutto nel modo in cui esso è.
2. Non cercate il piacere in sé e per sé.
3. In nessun caso dipendete da una parziale sensazione.
4. Pensate leggermente di voi e profondamente del mondo.
5. Siate distaccati dal desiderio per tutta la durata della vostra vita.
6. Non rammaricatevi di ciò che avete fatto.
7. Non siate gelosi.
8. Non fatevi rattristare da una separazione.
9. Il risentimento ed il rimpianto non sono mai appropriati né per se stessi né per gli altri.
10. Non lasciatevi guidare da un sentimento di amore o di lussuria.
11. In tutte le cose non abbiate preferenze.
12. Siate indifferenti a dove vivete.
13. Non ricercate il gusto della buona cucina.
14. Non mantenete il possesso più di quanto sia necessario.
15. Non agite seguendo le credenze comuni.
16. Non collezionate armi né fate pratica con le armi al di là di ciò che è utile.
17. Non temete la morte.
18. Non cercate di possedere i beni o feudi in ragione della vostra vecchiaia.
19. Rispettate il Buddha e gli dei senza contare sul loro aiuto.
20. Si può abbandonare il proprio corpo, ma è necessario preservare l'onore.
21. Mai smarrire la Via.